# Imperialer Orden vom Joch und den Pfeilen

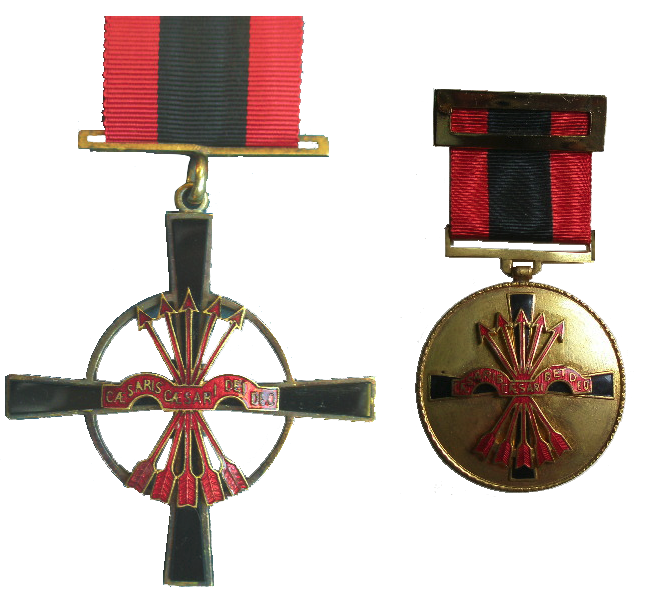
Komturkreuz sowie rechts die Goldene Medaille zum Imperialen Orden vom Joch und den Pfeilen

Der Imperiale Orden vom Joch und den Pfeilen (spanisch: Orden Imperial del Yugo y las Flechas) wurde am 1. Oktober 1937 unter der Bezeichnung Großer Imperialer Orden der Roten Pfeile  (spanisch: Gran Orden Imperial de las Flechas Rojas) durch General Francisco Franco gestiftet, am 27. Januar 1943 mit neuen Statuten sowie der heutigen Bezeichnung versehen und bis zum Ende der Diktatur 1975 als höchste Auszeichnung Spaniens für hervorragende Dienste um die Nation an In- und Ausländer verliehen.

## Ordensklassen
Der Orden besteht aus fünf Klassen, alle mit ihm ausgezeichnete Personen, auch die Träger der Medaille, waren mit Verleihung zu Rittern ernannt.
- Großkette (auf 15 Träger beschränkt)
- Großkreuz (auf 200 Träger beschränkt)
- Großoffizier (auf 500 Träger beschränkt)
- Kommandeur (keine Verleihungsbegrenzung)
- Goldene Medaille (keine Verleihungsbegrenzung)

Im Übrigen waren die Beliehenen der Großkette sowie des Großkreuzes nach der Verleihung mit dem Titel Höchstausgezeichnete Herren (Excelentísimo Señores) anzusprechen, die Träger des Komturkreuzes mit dem Stern immerhin noch mit hochwürdigste Herren (Ilustrísimo Señores).

## Großmeister, Ordenskapitel, Ordensrat, Ordensämter
Der Orden wurde nicht nur als Dekoration verliehen, er war kooperativ organisiert, d. h. die Ernennung der Ritter, die im Übrigen mindestens 18 Jahre alt sein mussten, erfolgte stets durch einen Großmeister. Ein straffälliger bereits ernannter Ritter konnte seine Tragerechte am Orden nicht durch ein richterliches Urteil verlieren, sondern erst durch eine entsprechende Order des Ordenskanzlers, der zuvor eine Mitteilung des Richters erhalten hatte. Dem Ordenskanzler oblag jedoch letztendlich die Entscheidung, ob der Orden entzogen werden sollte oder nicht, da er nicht an die Empfehlungen des Richters gebunden war. Die Verwaltung des Ordens beruhte jedoch nicht nur beim Ordenskanzler, sondern auch bei der eigens eingerichteten Ordenskanzlei, welche bei der Regierungspräsidentenschaft untergebracht war. Neben den beiden genannten Instanzen gab es auch noch einen sog. Großmeister, dem ein Ordenskapitel und ein Ordensrat beigeordnet waren.
Das Ordenskapitel bestand aus sämtlichen Rittern, wobei der Großmeister den Vorsitz führte. Es trat nur auf besondere Einberufung zusammen. Auch der hier erwähnte Ordensrat tagte nur dann, wenn der Großmeister es für nötig hielt. Der Ordensrat bestand unter dem Vorsitz des Großmeisters aus allen Rittern der Großen Kette und 24 spanischen Staatsangehörigen, die der Großmeister aus sechs Großkreuzen, zwölf Komturkreuzen und sechs Medaillenrittern einberief. Die eigentliche Aufgabe des Ordensrates bestand vor allem darin, über die Würde des Ordens in seinen gemeinschaftlichen Kundgebungen überwachen zu lassen, sowie in der Beobachtung und Führung seiner Mitglieder, deren Ausschluss er im Falle erwiesener Unwürdigkeit vorschlagen konnte.
Die eigentlichen Ordensämter bestanden bei der Ordenskanzlei. Deren Vorsitzender, der Ordenskanzler, ernannte und entließ auch den Großmeister, aber auch seinen Schatzmeister und persönlichen Sekretär. Die beiden letztgenannten Personen brauchten dabei nicht unbedingt Ordensritter sein. Die Kommunikation zwischen Ordensrittern und Ordensregierung erfolgte durch den Ordenskanzler selbst. Auch die zu verleihenden Orden wurden nur durch die Ordenskanzlei überreicht. Die Orden selber verblieben auch nach dem Tod des Beliehenen seinen Erben als Andenken und wurden nur im Falle des Entzugs zurückgefordert.

## Ordensdekoration
Das Grundemblem des Ordenszeichens mit einer Größe von 58 mm besteht aus fünf Pfeilen im offenen Bündel und einem auf deren Kreuzpunkt gelegtem durchbohrtem Joch, die allesamt in roter Emaille und in Form eines goldenen schwarz emailliertes Malteserkreuz gehalten sind. Zwischen den Kreuzarmen befindet sich ein Ring mit einem Durchmesser von 33 mm. Dieses alte Zeichen symbolisiert die Befreiung Spaniens von der Maurischen Unterdrückung und war in der Regierungszeit Francos das Symbol der Falange. In der Schnittmenge der Pfeile liegt ein Band auf, dass die Inschrift CÆSARIS CÆSARI DEI DEO (Gebt dem Kaiser, was des Kaisers ist, und Gott, was Gottes ist) trägt.
Es existieren zwei Ausführungen: 1. Form bis zur Reform der Ordensgesellschaft 1943, bei dieser Ausführung sind die schwarzen Kreuzarme mit Onyx-Steinen ausgelegt. Bei der 2. Ausführung wurde anstelle der Onyxsteine, schwarze Emaille verarbeitet.

## Medaille
Die Medaille zum Orden hat einen Durchmesser von 42 mm und besteht aus vergoldetem Metall, während das Revers bis 1943 glatt gehalten war, zierte ab dem Jahr 1943 sowohl diese wie auch das Avers das verkleinerte Ordenskreuz mit dem Joch und Pfeilen. Die Befestigung der Medaille an der linken Brust erfolgte in der in Spanien üblichen Weise, nämlich mittels eines 34 mm breiten Bandes, das durch eine Schnalle von vergoldeten Metall gezogen war. Das Ordensband selber war auch hier rot und besaß einen schwarzen Mittelstreifen.

## Trageweise
Die Großkette ist eine Collane, an der ein nach rechts blickender spanischen Adler hängt, der in seinen Fängen das Signet aus dem Ordenszeichen trägt. Sie besteht aus 46 Gliedern, die abwechselnd das Joch und Pfeile-Symbol sowie einen rot emaillierten Mühlenflügel des Hauses Burgund zeigt.
Das Großkreuz wurde an einer Schärpe von der rechten zur linken Schulter sowie mit einem dem Ordenszeichen entsprechenden Bruststern getragen. Großoffizier und Kommandeur dekorierten die Auszeichnung um den Hals, Großoffiziere zusätzlich mit einem verkleinerten Bruststern. Die Medaille wurde an Band mit einer Trageschnalle auf der linken Brustseite getragen.
Das Ordensband ist rot mit einem breiten schwarzen Mittelstreifen.